# MAD TV (Grecia)
MAD TV  (también conocido como MAD) es una cadena de televisión privada griega. Fue fundada el 6 de junio de 1996. Su programación se orienta hacia la música, incluyendo videoclips, noticias de música, entrevistas, en general todo lo relacionado con el mundo musical. Desde 2006, tiene una versión en lengua búlgara para Bulgaria.
La programación de MAD TV está orientada a jóvenes de entre 15 y 24 años. El 90% de su programación diaria se dedica a informar de las últimas tendencias musicales de varios estilos desde pop, música electrónica, rock, R & B y hip hop. Todos los programas se centran en diferentes temas entre ellos, la actualidad musical en todo el mundo, noticias de artistas, Internet, videojuegos, cine, discotecas, conciertos, entrevistas y documentales, relativas mayoritariamente a Grecia y de la comunidad internacional de artistas.
En mayo de 2000, MAD TV lanzó el primer portal de música griega, que ofrece a sus usuarios la información de la música en todo el mundo más actualizada.
Desde el 16 de junio de 2005, MAD TV organiza cada año los exitosos MAD Video Music Awards, una entrega anual de premios que reconoce los logros en la industria de la música griega y permiten al público a votar por sus artistas favoritos y videoclips. MAD TV también organiza conciertos privados, una serie de presentaciones en vivo de un artista famoso frente a un pequeño público en un lugar privado y dan la oportunidad a los artistas a presentar una actuación especial con un repertorio diferente.

## MAD World & Blue
En diciembre de 2005, MAD establecido, con la colaboración de UBI World TV , el primer canal internacional de música griega,  MAD World que dirigido a los griegos que se encuentran en el extranjero. MAD World, emite programación a las 24 horas del día, transmitiendo todos los géneros de la música griega con espectáculos diarios especiales, programadas dedicados a artistas griegos famosos y espectáculos especiales que mantienen al público informado acerca de los eventos que tienen lugar en Grecia. En julio de 2006, MAD se asoció con Antenna para lanzar  Blue, un canal similar a MAD World pero está disponible para el público de América del Norte.

## MAD Greekz
El 12 de septiembre de 2008 MAD lanzó, en colaboración con Nova Grecia , MAD Greekz un canal que emite música griega a las 24 horas del día. El espectador cuenta con las principales canciones de la música griega y también incluyen se emiten actuaciones en las que el público puede interactuar desde su casa. El canal sólo está disponible en la plataforma de pagos griega.

## Vínculo exterior
- Su sitio Internet (solo en Griego)

- Datos: Q2505783